# Klaus Mühe
Klaus Alfons Mühe (* 1941 in Brandenburg an der Havel) ist ein ehemaliger deutscher Politiker (SED).

## Leben
Mühe erlernte den Beruf des Elektromonteurs im Stahl- und Walzwerk Brandenburg. Er war FDJ- und SED-Funktionär in verschiedenen Kreisleitungen und in der SED-Bezirksleitung Potsdam. Er qualifizierte sich zum Diplom-Ingenieur und absolvierte ein Studium zum Diplom-Gesellschaftswissenschaftler.
Bis Dezember 1985 war er Stellvertreter des Oberbürgermeisters und Vorsitzender der Stadtplankommission Brandenburg (Havel). Am 20. Dezember 1985 wurde er von der Stadtverordnetenversammlung von Brandenburg zum Oberbürgermeister gewählt. Dieses Amt hatte er bis 1990 inne. Er unterzeichnete Städtepartnerschaften mit Kaiserslautern (1988) und Magnitogorsk (1989). Im Juni 1990 wurde er wegen Wahlfälschung bei den Kommunalwahlen in der DDR 1989 zu einer Geldbuße von 5000 Mark der DDR verurteilt.